# Anno 1602: By Royal Command
Anno 1602: By Royal Command (in de Verenigde Staten: 1602 A.D.: By Royal Command) is een strategiespel voor de mobiele telefoon ontwikkeld door Charismatix, Keyfactor, Kaasa Solution en het Duitse Sunflowers. Het is bij Vodafone op 3 juni 2006 beschikbaar gesteld in de talen Duits, Engels, Spaans, Frans en Italiaans.

## Overzicht
Het is een vereenvoudige versie van Anno 1602: Creation of a New World voor de PC waarin de speler kan handel drijven, kolonies kan beheren en rondvaren met schepen. Het spel bevat drie spelmodi, namelijk Pirate modus (gericht op actie en zeegevechten), Venetian modus (combinatie van actie en handel drijven) en Mayor modus (strategie).
In de Pirate en Venetian modus bevaart de speler met een schip de zeeën om handel te drijven met pakhuizen op de verschillende eilanden. Het schip kan aangevallen worden door vijandige schepen (zoals piraten) en opgedane schade kan gerepareerd worden bij een pakhuis indien de speler genoeg goud (het betaalmiddel in het spel) heeft. Wanneer het schip zinkt in een gevecht, is het spel voorbij. In de Mayor modus dient de speler, net zoals op het spel voor de PC, handel te drijven, eilanden te koloniseren en op strategische wijze het rijk uit te breiden.
In een zeegevecht kan men de tegenstander aanvallen tot deze capituleert (te zien aan een gehesen witte vlag) of trachten zo snel mogelijk weg te varen. Bij een gewonnen zeeslag krijgt de overwinnaar het goud, de bemanning en kanonnen als buit zolang het eigen schip nog ruimte heeft om die te vervoeren.

## Schepen
In het spel komen zes type schepen voor die elk een verschillende aantal kanonnen en bemanningsleden hebben. Ook verschilt de opslagcapaciteit voor lading per schip. Zo zal een handelsschip meer ruimte hebben voor lading dan voor kanonnen terwijl dit andersom is voor een oorlogsschip. In de onderstaande tabel staan de gegevens per schip weergegeven:
| Schepen                  | Schepen                | Schepen         | Schepen          |
| ------------------------ | ---------------------- | --------------- | ---------------- |
| Type                     | Aantal bemanningsleden | Aantal kanonnen | Opslagcapaciteit |
| Klein handelsschip       | 40                     | 8               | 160              |
| Middelgroot handelsschip | 68                     | 16              | 240              |
| Groot handelsschip       | 140                    | 24              | 480              |
| Klein oorlogsschip       | 48                     | 12              | 100              |
| Middelgroot oorlogsschip | 76                     | 24              | 160              |
| Groot oorlogsschip       | 180                    | 32              | 320              |

## Voetnoten
1. ↑  In Amerika wordt 1602 A.D. gebruikt aangezien die aanduiding daar bekender is. In andere landen wordt Anno 1602 gebruikt.